# Giuseppe Sbravati
Giuseppe Sbravati (Parma, 1743 – Parma, 29 ottobre 1818) è stato uno scultore italiano.

## Biografia
Giuseppe Sbravati nacque a Parma nel 1743, da Pietro Paolo, intagliatore del legno, e Angela Folli.
Si formò inizialmente sotto la guida paterna e, grazie all'appoggio del primo ministro ducale Guillaume du Tillot, nel 1760 iniziò a lavorare nella Real Fabbrica della Maiolica di Nicola Piacentini.
Nel 1765 lasciò l'attività per iscriversi all'accademia di belle arti, ove ebbe come maestro lo scultore Jean-Baptiste Boudard, col quale cominciò a collaborare a giornata nel laboratorio posto all'interno del palazzo del Giardino. Già il 24 giugno dello stesso anno partecipò con successo al concorso annuale dell'accademia, realizzando a un bassorilievo raffigurante Galatea ammirata dal pastorello Aci, che gli valse il primo premio.
Nel 1768, poco prima della morte del Boudard, realizzò per suo conto, insieme a Jean-Baptiste Cousinet, i modelli degli obelischi progettati dall'architetto Ennemond Alexandre Petitot per l'ingresso del nuovo palazzo Ducale di Parma, rimasto tuttavia irrealizzato.
Nel 1770 vinse nuovamente il primo premio al concorso accademico annuale. La fama raggiunta gli valse il prestigioso incarico ducale della realizzazione di alcune opere per l'oratorio della Beata Vergine del Buon Cuore, adiacente al casino di Riserva del palazzo Ducale di Colorno; nel piccolo tempio neoclassico Giuseppe Sbravati, aiutato in misura minore dal padre Pietro, eseguì, in uno stile ancora affine al barocco seicentesco, le sculture in stucco sulla cupola, raffiguranti al centro la Gloria d'angeli e il buon cuore della Vergine e sul contorno la Fede, la Speranza, la Carità e la Religione, le grandi statue in stucco sui pennacchi, rappresentanti i Quattro evangelisti, e i busti in terracotta ritraenti San Ferdinando e Santa Amalia, oltre a vari fregi e festoni. Completò l'opera nel 1772, poco dopo essere stato nominato, il 21 giugno dello stesso anno, professore aggiunto all'accademia di belle arti. Nello stesso periodo aprì, all'interno del palazzo del Giardino, una scuola di scultura, su incarico del primo ministro José Augustin de Llano.

Terracotta policroma raffigurante il Riposo dei villani, eseguita da Giuseppe Sbravati.

Accanto alla realizzazione di opere di grandi dimensioni, lo Sbravati, dimostrando un'elevata versatilità, portò sempre avanti l'attività che lo rese più conosciuto tra i suoi contemporanei, ossia l'esecuzione di piccole sculture in terracotta raffiguranti caricature di personaggi noti della Parma dell'epoca; le opere divennero oggetto di collezione anche da parte del duca Ferdinando..
Nel 1773 decise di realizzare due sculture a mezzo busto raffiguranti Ferdinando di Borbone e la moglie Maria Amalia, ma non pagò Giovanni Antonio Cybei, fornitore dei blocchi già abbozzati di marmo, con la promessa di saldarlo una volta ottenuto un compenso da parte del Duca. Tuttavia, due anni dopo fu denunciato dallo scultore carrarese, venuto a conoscenza dell'accettazione e del pagamento di un anticipo da parte del Duca; fu quindi condannato a un periodo di reclusione nel carcere della cittadella, da cui si spostò successivamente nel palazzo della Pilotta per eseguire i busti dei due regnanti, che completò nel 1776.
Tra l'autunno del 1775 e la primavera del 1776, su commissione delle guardie ducali, fu inoltre impegnato nell'esecuzione di una statua in terracotta a grandezza naturale raffigurante Cristo deposto dalla croce, con l'obiettivo di collocarla nella cappella dell'Addolorata dell'oratorio dei Rossi; l'acquisto non fu però mai portato a termine e nel 1787 fu rifiutato ufficialmente.
Tra il 24 e il 30 maggio 1776, grazie alla presentazione in accademia del busto marmoreo di Ferdinando e della statua di terracotta del Cristo deposto dalla croce, lo scultore fu nominato professore consigliere.
Nel 1776 un'altra importante commissione portò lo Sbravati a lavorare per il Duca: fu incaricato di eseguire, per la ricostruita cappella palatina di San Liborio di Colorno, gli intagli del portone principale d'ingresso, oltre a una serie di statue lignee, in puro stile neoclassico, per l'ancona dell'altare maggiore, raffiguranti le allegorie della Giustizia, della Speranza, della Fede e della Carità, San Domenico e Santa Caterina da Siena, quattro cherubini e vari putti; nei tre anni seguenti realizzò inoltre un busto portatile ritraente la Madonna del Rosario col Bambino, due busti rappresentanti Santa Caterina Romana e Santa Margherita, lo sportellino di un tabernacolo scolpito con la raffigurazione della Cena in Emmaus e, probabilmente, la statuetta raffigurante David che suona l'arpa, posta sul leggio al centro del coro, oltre ai tre medaglioni del pulpito rappresentanti San Domenico, San Vincenzo Ferreri e San Pietro martire e a un bassorilievo raffigurante Cristo spirante per il vicino refettorio del convento dei Domenicani.
Nel frattempo, prima del 1778 fu chiamato nella chiesa di Sant'Ambrogio di Parma per eseguire alcune decorazioni sia nella facciata sia negli interni.
Nel 1780 realizzò su incarico personale di Ferdinando un medaglione e un busto in terracotta, entrambi raffiguranti il Duca; delle due opere ricavò l'anno seguente quattro copie in scagliola, due delle quali furono collocate negli appartamenti del Duca e della Duchessa nel palazzo Ducale di Colorno.

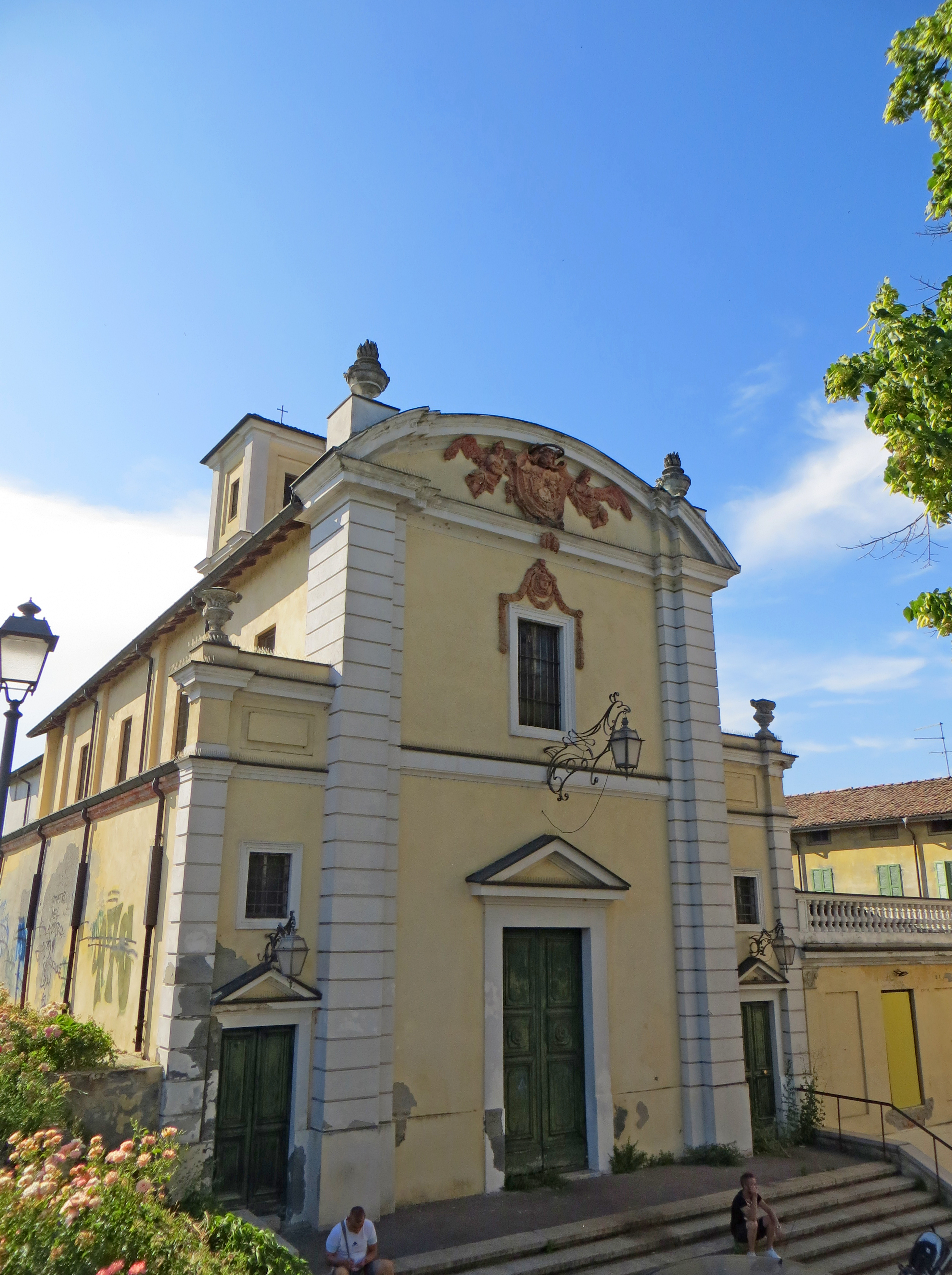
Facciata della chiesa di Santo Stefano di Colorno, ornata con due altorilievi in terracotta eseguiti da Giuseppe Sbravati tra il 1781 e il 1782.

Tra il 1781 e il 1782 lavorò per la chiesa di Santo Stefano di Colorno, eseguendo due altorilievi in terracotta da murare nella facciata: un medaglione raffigurante un volto femminile circondato da una ghirlanda, intorno al finestrone centrale, e un grande stemma borbonico sostenuto da due allegorie della Fama, al centro del frontone semicircolare di coronamento.
Nel 1782, per il teatro Ducale di Parma, gli fu inoltre commissionata dallo scenografo Pietro Gonzaga la realizzazione di alcuni strumenti di scena per la prima dell'opera Alessandro e Timoteo. Nello stesso anno eseguì per l'altare maggiore della chiesa di San Giuseppe tre statue in terracotta dipinta ritraenti la Sacra Famiglia e, sullo sfondo, un altorilievo riproducente Dio Padre in una gloria d'angeli.
Tra il 1782 e il 1785 creò due modelli in terra cruda e in scagliola per una grande statua in marmo raffigurante il Duca Ferdinando, che tuttavia non fu mai realizzata.
Tra il 1784 e il 1787 intervenne per conto del Duca nel palazzo del Governatore di Piacenza, fornendo i disegni e forse realizzando le statue raffiguranti otto Dei da porre sulla balaustra di coronamento della facciata.
Nel frattempo nel 1785 lo Sbravati, spesso indebitato a causa della mancanza di uno stipendio fisso da parte della corte e del ritardo nei pagamenti per i singoli lavori, donò a Ferdinando un busto rappresentante un Ecce Homo, nella speranza di ottenere un anticipo per le sue realizzazioni.

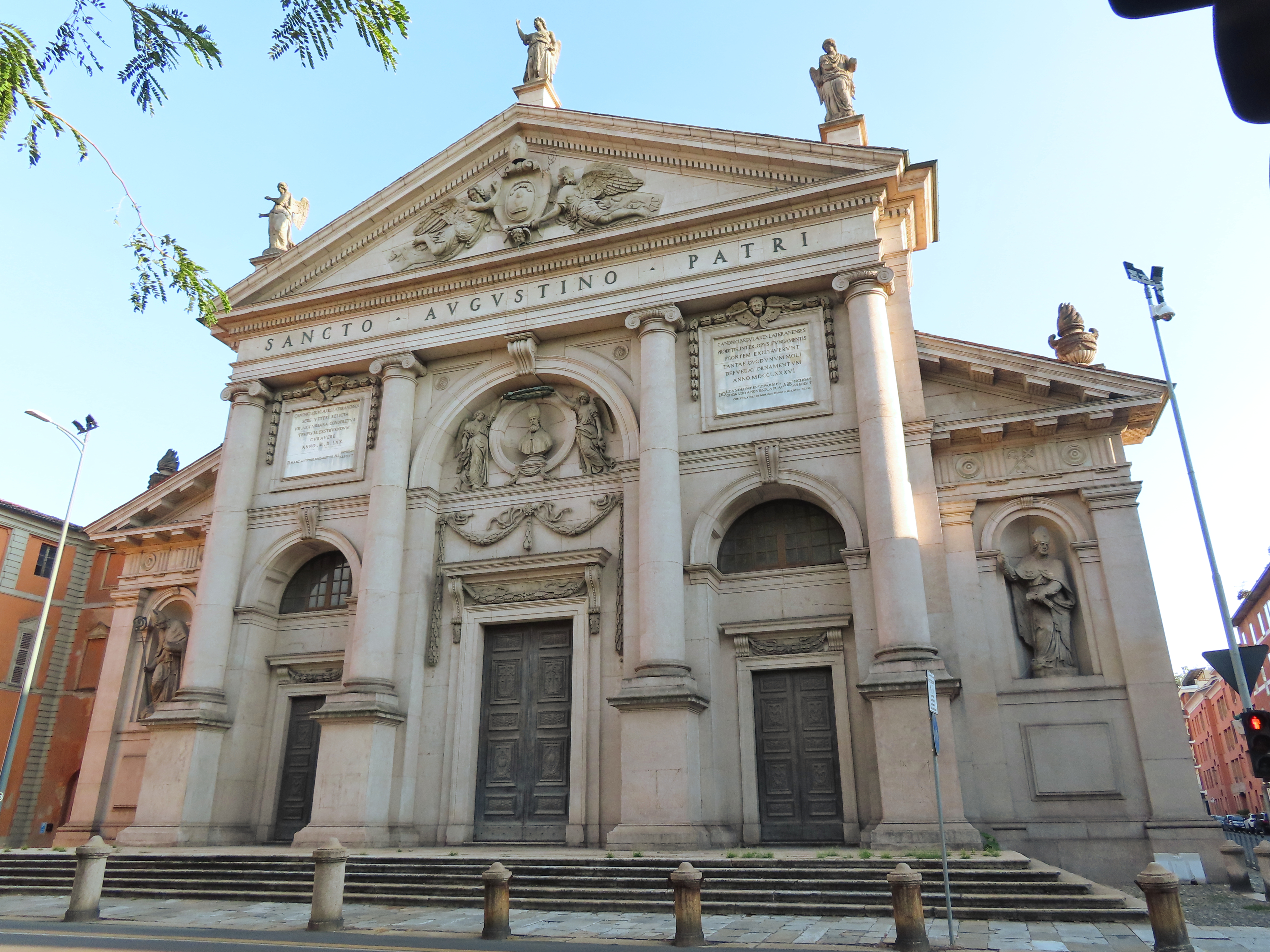
Facciata della chiesa di Sant'Agostino di Piacenza, ornata con altorilievi e statue eseguite da Giuseppe Sbravati tra il 1789 e il 1790.

Tra il 1789 e il 1790 realizzò per la neoclassica facciata della chiesa di Sant'Agostino di Piacenza le sculture ad altorilievo e le cinque statue di coronamento.
Verso il 1790 fu spostata all'interno della chiesa di Santa Maria delle Grazie una sua statua in terracotta a grandezza naturale raffigurante Cristo morto con putto piangente; alcuni storici ipotizzano che l'opera, considerata da taluni la sua esecuzione migliore in terracotta, coincida col Cristo deposto dalla croce del 1776 destinato all'oratorio dei Rossi.
In quegli anni lo Sbravati realizzò inoltre vari busti raffiguranti Ecce Homo, per alcuni edifici religiosi, tra cui la chiesa di San Biagio di Torrile e la chiesa di San Quintino di Montechiarugolo.
Nel 1792 fu richiamato nella cappella ducale di San Liborio in occasione dei grossi lavori di ristrutturazione e ribaltamento dell'orientamento dell'edificio; intervenne nel coro ligneo, che arricchì con volute decorate con teste di leone, e nel nuovo altare maggiore, ove aggiunse al tabernacolo due statuette bronzee sui lati, rappresentanti le allegorie della Fede e della Speranza, e un piccolo gruppo scultoreo di coronamento, ritraente gli Angeli con agnello, oltre che nell'ancona sul fondo dell'abside, sulla cui sommità eseguì le sculture lignee di putti in volo e di due coppie di angeli.
Nello stesso anno, su commissione dei francescani riformati della chiesa di San Pietro d'Alcantara, realizzò un altorilievo in terracotta raffigurante la Divina Pastora, da collocare nella cappellina posta all'incrocio tra vicolo San Cristoforo e borgo della Riparazione.
All'incirca nel 1796 eseguì un busto in marmo raffigurante il Conte Antonio Bertioli.
Alla fine del 1802, su progetto dell'architetto Donnino Ferrari, realizzò per la chiesa di Santa Maria della Steccata la macchina funebre dedicata al duca Ferdinando, morto il 6 ottobre.
Verso il 1806 eseguì una scultura in terracotta ritraente l'amministratore degli Stati Parmensi Médéric Louis Élie Moreau de Saint-Méry.
Nel 1811 realizzò una grande statua in terracotta raffigurante Napoleone, che avrebbe dovuto fungere da modello per un busto marmoreo; nonostante un iniziale apprezzamento da parte del maire di Parma Pietro Leggiadri Gallani, l'anno seguente l'interesse da parte del sindaco venne a mancare e l'opera non fu mai realizzata.
Nel 1816 la duchessa Maria Luigia gli confermò lo stipendio da professore emerito dell'accademia, ma a causa di un ictus lo scultore fu costretto a ritirarsi in pensione.
Morì a Parma il 29 ottobre 1818 e fu sepolto nel cimitero della Villetta.

### Esplicative
1. ↑  Numerose terrecotte caricaturali sono conservate nel museo Glauco Lombardi di Parma. Vedi Storia di Parma 2020, p. 464.
2. ↑  Mentre il busto di Maria Amalia pare sia identificabile in quello conservato al liceo artistico statale Paolo Toschi, il ritratto di Ferdinando dovrebbe coincidere con quello custodito in Galleria nazionale. Si tratterebbe infatti del busto che fu analizzato nel 1776 dall'accademia di belle arti, per accettare la nomina dello Sbravati a professore consigliere con voto; l'opera, presente in accademia sicuramente tra il 1791 e il 1856, fu in seguito traslata nella biblioteca Palatina, per essere infine spostata oltre un secolo dopo in Galleria nazionale. Vedi  Don Ferdinando di Borbone, su complessopilotta.it. URL consultato l'8 marzo 2025 (archiviato dall'url originale il 7 marzo 2025).
3. ↑  L'altare maggiore, dorato e intagliato nel 1777 da Ignazio Marchetti e Giuseppe Sbravati, fu demolito nel 1789 in occasione della ristrutturazione della cappella ducale. Si salvarono le statue raffiguranti la Fede e la Carità, che furono successivamente ricollocate ai lati dell'ancona dell'altare maggiore del duomo di Colorno. Vedi Pellegri 1981, pp. 103-114, 199.
4. ↑  In seguito alla demolizione dell'altare maggiore, nel 1792 le due sculture furono modificate dallo Sbravati e ridotte a busti, per essere ricollocate ai lati dell'ancona dell'altare della sagrestia. Vedi  Sbravati Giuseppe, su parmaelasuastoria.it. URL consultato l'8 marzo 2025 (archiviato dall'url originale il 7 marzo 2025).
5. ↑  Non rimangono tracce delle decorazioni, in quanto la chiesa, ridotta a oratorio gestito dalla confraternita delle Cinque Piaghe, fu sconsacrata nel 1913 e alienata a privati, che la trasformarono profondamente. Vedi  Cristo risorto cha abbraccia la Croce, su complessopilotta.it. URL consultato l'8 marzo 2025 (archiviato dall'url originale il 7 marzo 2025).
6. ↑  Le strade furono successivamente ribattezzate via Anna Maria Adorni e via Padre Onorio. Vedi  Lorenzo Sartorio, Via Padre Onorio e le storie dei frati francescani, in www.gazzettadiparma.it, 30 maggio 2022. URL consultato l'8 marzo 2025 (archiviato dall'url originale il 7 marzo 2025).
7. ↑  L'opera fu traslata nel 1800 all'interno della chiesa di San Pietro d'Alcantara e sostituita con una copia, ma, a causa della soppressione napoleonica, il monastero fu chiuso pochi anni dopo e nel 1810 la scultura fu spostata all'interno della chiesa di Sant'Uldarico per volere del parroco Antonio Pulli. Dopo la Restaurazione, i frati rientrarono in San Pietro d'Alcantara e chiesero la restituzione dell'immagine, ricorrendo anche al vescovo di Parma e al vicario diocesano, che sentenziò a favore dei francescani. Tuttavia, il parroco di Sant'Uldarico fece eseguire di nascosto una copia in scagliola dell'altorilievo, che consegnò ai monaci, conservando l'originale in parrocchia. Vedi  Lorenzo Sartorio, Via Padre Onorio e le storie dei frati francescani, in www.gazzettadiparma.it, 30 maggio 2022. URL consultato l'8 marzo 2025 (archiviato dall'url originale il 7 marzo 2025).
8. ↑  L'opera è identificata nel busto marmoreo di un uomo conservato nella Galleria nazionale e attribuito allo Sbravati. Vedi  Conte Antonio Bertioli, su catalogo.cultura.gov.it. URL consultato l'8 marzo 2025 (archiviato dall'url originale l'8 marzo 2025).

### Bibliografiche
1. 1 2 3 4 5 6 7 8 9 10 11 12 13 14 15 16 17 18 19 20 21 22 23 24 25 26 27 28 29 30 31 32 33 34 35 36   Sbravati Giuseppe, su parmaelasuastoria.it. URL consultato l'8 marzo 2025 (archiviato dall'url originale il 7 marzo 2025).
2. 1 2 3 4 5 6 7 8 9 10  Enciclopedia di Parma 1999, p. 614.
3. ↑  Cirillo, Godi, p. 234.
4. 1 2 3  Storia di Parma 2020, p. 464.
5. ↑   Don Ferdinando di Borbone, su complessopilotta.it. URL consultato l'8 marzo 2025 (archiviato dall'url originale il 7 marzo 2025).
6. ↑  Pellegri 1981, p. 137.
7. ↑   Pulpito di Marchetti Ignazio, Sbravati Giuseppe, Poncet Michel (sec. XVIII), su catalogo.beniculturali.it. URL consultato il 7 marzo 2025 (archiviato dall'url originale il 10 gennaio 2025).
8. ↑   Cristo morto con angioletto piangente, su catalogo.cultura.gov.it. URL consultato l'8 marzo 2025 (archiviato dall'url originale l'8 marzo 2025).
9. ↑   Ecce Homo, su catalogo.cultura.gov.it. URL consultato l'8 marzo 2025 (archiviato dall'url originale l'8 marzo 2025).
10. ↑   Ecce Homo, su catalogo.cultura.gov.it. URL consultato l'8 marzo 2025 (archiviato dall'url originale l'8 marzo 2025).
11. ↑  Pellegri 1981, p. 128.
12. ↑   Lorenzo Sartorio, Via Padre Onorio e le storie dei frati francescani, in www.gazzettadiparma.it, 30 maggio 2022. URL consultato l'8 marzo 2025 (archiviato dall'url originale il 7 marzo 2025).